# پیمان بالکان باز
پیمان بالکان آزاد یا بالکان باز یک منطقه و ابتکاری برای همکاری اقتصادی و سیاسی میان سه کشور عضو در بالکان است که اعضا و بنانگذاران آن سه کشور آلبانی ، مقدونیه شمالی و صربستان هستند. گستره کل این منطقه ۱۳۱,۹۳۵ کیلومتر مربع و جمعیت آن نزدیک به ۱۲ نفر میلیون نفر که در اروپای مرکزی و جنوبی زندگی می‌کنند، برآورد شده. زبان‌های رسمی آن آلبانیایی ، مقدونیه‌ای و صربی و مراکز اداری آن شهرهای بلگراد ، اسکوپیه و تیرانا هستند. با تأسیس این منطقه، هر سه کشور عضو ، خواهان افزایش  تجارت و همکاری و همچنین بهبود روابط دوجانبه هستند.

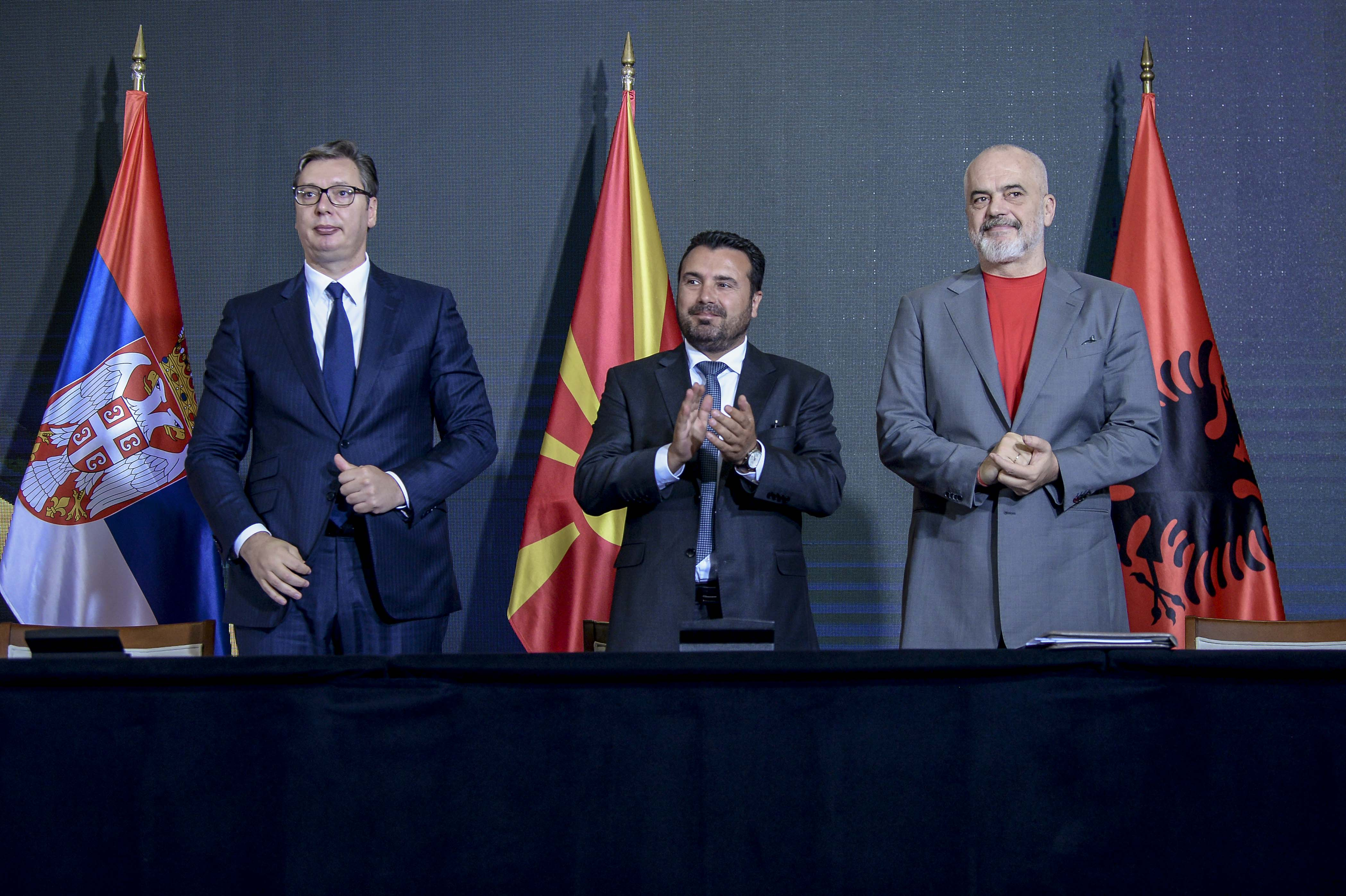
ووچیچ، زائف و راما در مجمع اقتصادی همکاری‌های منطقه‌ای

## کشورهای عضو
منطقه بالکان آزاد هم اکنون دربردارنده سه کشور عضو از جمله آلبانی، مقدونیه شمالی و صربستان است.
| کشور          | پایتخت  | پیوستن    | جمعیت (2023) | منطقه               | تولید ناخالص داخلی (اسمی) | تولید ناخالص داخلی سرانه | مناطق شهری                            |
| ------------- | ------- | --------- | ------------ | ------------------- | ------------------------- | ------------------------ | ------------------------------------- |
| آلبانی        | تیرانا  | بنیانگذار | ۲,۴۰۲,۱۱۳    | ۲۸.۷۴۸ کیلومتر مربع | ۲۵.۲۹۷ میلیارد دلار       | ۸۸۷۷ دلار                | دراج, البسان, ولوره, اشکودر           |
| مقدونیه شمالی | اسکوپیه | بنیانگذار | ۱,۸۳۶,۷۱۳    | ۲۵.۷۱۳ کیلومتر مربع | ۱۵.۸۰۱ میلیارد دلار       | ۷۶۷۲ دلار                | بیتولا ، کومانوفو ، پریلپ ، تتوفو     |
| صربستان       | بلگراد  | بنیانگذار | ۶,۶۰۵,۱۶۸    | ۷۷.۴۷۴ کیلومتر مربع | ۸۱.۸۷۳ میلیارد دلار       | ۱۲.۳۸۴ دلار              | نووی ساد ، نیش ، سوبوتیکا ، کراگویواچ |
|               |         |           |              |                     |                           |                          |                                       |

## کشورهای نامزد عضویت

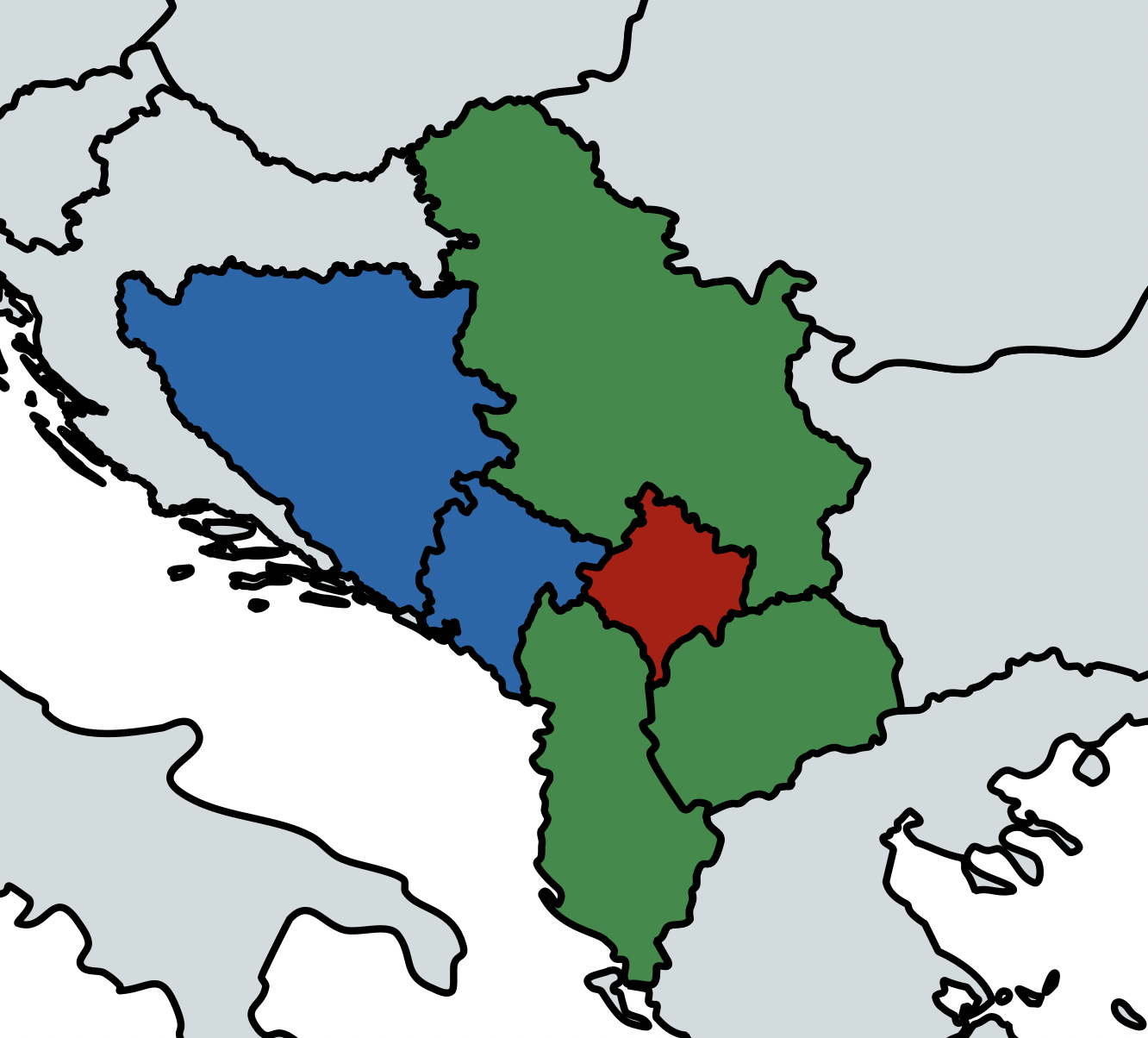
واکنش‌های رسمی به پیمان بالکان باز:
رنگ سبز =بنیانگذاران : آلبانی, مقدونیه شمالی, صربستان
زنگ سرخ = واکنش منفی :کوزوو
رنگ آبی = واکنش نامشخص : بوسنی و هرزگووین ,مونته‌نگرو

سه کشور با احتمال عضویت عبارتند از بوسنی و هرزگوین ، مونته‌نگرو و کوزوو .

### کوزوو
کوزوو هرچند به عنوان بخشی از توافق‌نامه‌های عادی‌سازی اقتصادی کوزوو و صربستان ، با پیوستن به منطقه شنگن کوچک در تاریخ ۴ سپتامبر ۲۰۲۰ موافقت کرد،  اما تاکنون هیچ توافقی با سه کشور بنیانگذار امضا نکرده و حتی با کل این ابتکار و پیمان مخالف است.     آلبین کورتی، نخست وزیر کوزوو ، در واکنش به دعوت به نشست سران در اهرید آن را نپذیرفت و گفت که «ابتکار بالکان آزاد یک ابتکار بیهوده و بدون چشم‌انداز است و کوزوو به آن نخواهد پیوست زیرا صربستان با این کشور به عنوان یک کشور آزاد و بدون وابستگی رفتار نمی‌کند.» 

### مونته‌نگرو
نخست وزیر سابق مونته نگرو، دریتان آبازوویچ، همراهی خود را به این پیمان نشان داد ،  و گفت: «طرح بالکان باز برای شش کشور ایجاد شده است.»   یاکوو میلاتوویچ، رئیس جمهور کنونی مونته‌نگرو، در گفتگو با روزنامه وین استاندارد درباره ابتکار «بالکان باز» اظهار داشت که بالکان نزدیک به ۵۰ سال پیش تنها بخش از اروپا بود که مرز نداشت، اما اکنون مرز دارد. او همچنین افزود که پیوستن به پیمان بالکان باز اقدامی برای آسان سازی روابط با صربستان است و ۶۰ درصد از مونته‌نگروها می‌خواهند مونته‌نگرو در این ابتکار شرکت کند.همچنین بیستر مردم مونته نگرو در یک همه پرسی خواهان پیوستن به این پیمان منطقه ای میباشند. 

### بوسنی و هرزگوین
گرچه رئیس پیشین شورای وزیران بوسنی و هرزگوین ، زوران تگلتیا ، حمایت شخصی خود را از این ابتکار ابراز کرد،  اما بوسنی و هرزگوین هنوز به آنچه که «دلایل سیاسی» خوانده شده در مورد آن دیدگاه یکسانی ندارد 

## جستار های وابسته
- پیوستن آلبانی به اتحادیه اروپا
- پیوستن مقدونیه شمالی به اتحادیه اروپا
- پیوستن صربستان به اتحادیه اروپا
- فرآیند برلین
- توافقنامه رومینگ منطقه‌ای
- منطقه شنگن